# Bolzenstein
Der Bolzenstein ist eine Felsnadel im Nördlichen Frankenjura, im Pegnitztal in Bayern.

## Informationen und Daten
Die Nadel selbst hat eine Höhe vom Boden von durchschnittlich 12 und am höchsten Punkt von 15 Metern.
Der Name „Bolzenstein“ ist auf die Erstbesteigung von 1905 zurückzuführen. Damals schossen die „Nürnberger Rifflerbuben“  mit einer Armbrust einen Bolzen mit einem Seil auf die Nadel, um sich an diesem hochzuziehen.